# اچ‌پی-یواکس
اچ‌پی-یواکس (به انگلیسی: HP-UX) (برگرفته از عبارت Hewlett-Packard UniX) یک سیستم‌عامل انحصاری است که توسط شرکت هیولت-پکرد توسعه می‌یابد. این سیستم‌عامل مبتنی بر سیستم پنج یونیکس است و از جمله چهار سیستم‌عامل انحصاری است که از اوپن‌گروپ گواهی سازگاری با استاندارد UNIX 03 دریافت کرده‌است و قانوناً می‌تواند یک «یونیکس» نامیده شود. اولین نسخه این سیستم‌عامل در سال ۱۹۸۴ منتشر شد و توسعه آن همچنان ادامه دارد. نسخه‌های اخیر این سیستم‌عامل از سری سیستم‌های رایانه‌ای HP 9000 که مبتنی بر معماری PA-RISC و همینطور از سیستم‌های HP Integrity که مبتنی بر معماری ایتانیوم شرکت اینتل هستند پشتیبانی می‌کند. HP-UX اولین سیستم‌عاملی بوده که از لیست‌های کنترل دسترسی برای کنترل دسترسی به فایل‌ها و دایرکتوری‌ها در عوض مجوزهای سنتی یونیکس پشتیبانی می‌کرد. همچنین در بین سیستم‌عامل‌های یونیکسی و شبه یونیکسی، HP-UX اولین سیستم‌عاملی بود که یک logical volume manager توکار داشت. HP شراکت طولانی‌مدتی با وریتاس سافتور داشت و سیستم‌فایل VxFS را به عنوان سیستم‌فایل اصلی در HP-UX گنجانده است.